# Conde de Ariz
Conde de Ariz é um título nobiliárquico criado por D. Carlos I de Portugal, por Decreto de 24 de Março de 1890, em favor de António Joaquim Vieira de Magalhães, antes 1.º Visconde de Ariz.
Titulares
1. António Joaquim Vieira de Magalhães, 1.º Visconde e 1.º Conde de Ariz.